# アルマー
アルマー（Almah）は、アングラのボーカリストのエドゥ・ファラスキを中心に結成したバンドである。

## 略歴
2007年に、アングラのボーカリストのエドゥ・ファラスキは、ソロ・プロジェクトとしてのファースト・アルバム『アルマー』をリリースした。
ボーカリストであるだけではなく、作詞、作曲、プロデュース方面でも多彩な才能を持つエドゥ・ファラスキは、キーボード、アコースティックギター・パートをレコーディング、全てのボーカル、ベース、ギター、キーボードのアレンジと編曲を手掛けた。
このファースト・アルバムにはナイトウィッシュのギタリストのエンプ・ヴオリネン、ストラトヴァリウスのベーシストのラウリ・ポラー、キャメロットのドラマーのキャセイ・グリロらが参加した。
日本では、『Burrn!』誌において、アルマーはメロディックメタル・シーンにおけるビッグバンドの一つとして選出され、また、エドゥ・ファラスキは5年連続「世界のBest5シンガー」の一人として選ばれている。
2008年9月、アルマーは、ソロ・プロジェクトではなく本格的なバンドとして、2枚目のアルバム『フラジャイル・イクオリティ』を、LASER COMPAGNY（ブラジル）、JVC（アジア）、AFM（ヨーロッパ）より発表した。
アルマーの新しいラインナップは、全員がブラジル人ミュージシャンである。
ギタリストの一人、マルセロ・バルボーザは、バークリー音楽大学卒業のブラジル人では有名なミュージシャンで、過去に、グレッグ・ハウや様々なミュージシャンとプレイをしている。
もう一人のギタリストのパウロ・シレーベルとドラマーのマルセロ・モレイラは、ブラジル南部、カシアス・ド・スル出身でブラジルのメタル・シーンでは、それぞれがベスト・ミュージシャンの一人として知られた存在である。
また、マルセロ・モレイラはブラジルのメロディック・スピード・メタル・バンド、バーニング・イン・ヘル (BURNING IN HELL)のリーダーでもある。
ベーシストはアングラのフェリペ・アンドレオーリである。
『フラジャイル・イクオリティ』では、全ての歌詞がエドゥが書いている本の主題に基づいたものでコンセプト・アルバムの新しい形を提案している。
2011年10月19日に3枚目のアルバム『モーション』をリリースした。このアルバムにはエドゥ・ファラスキの弟のティト・ファラスキがサポート・キーボーディストとして、シャーマンのボーカリストのティアゴ・ビアンキがゲスト・ボーカルとして参加している。
その後、エドゥはアングラを脱退し、メンバー交代を挟みながらライブ及びアルバム制作に勤しみ、2013年12月3日に4枚目のアルバム『アンフォルド』をリリースし、活動を続けている。

## メンバー

### 現在のメンバー
- エドゥ・ファラスキ (Edu Falaschi) - ボーカル 1972年5月18日生まれ。サンパウロ出身。バンドの創始者及びリーダー。
- マルセロ・バルボーザ (Marcelo Barbosa) - ギター 1975年7月7日生まれ。ブラジリア出身。2007年から加入。
- ラファエル・ダフラス (Raphael Dafras) - ベース 1984年生まれ。サンパウロ出身。2013年から加入。
- マルセロ・モレイラ (Marcelo Moreira) - ドラム 1979年12月4日生まれ。カシアス・ド・スル出身。2008年から加入。

### 旧メンバー
- エンプ・ヴオリネン (Emppu Vuorinen) - ギター 1978年6月24日生まれ。フィンランド北カルヤラ州北カルヤラ県キテー出身。ファースト・アルバムのみ参加。ナイトウィッシュで活動中。
- ラウリ・ポラー (Lauri Porra) - ベース 1977年12月13日生まれ。フィンランドヘルシンキ出身。ファースト・アルバムのみ参加。ストラトヴァリウスで活動中。
- ケイシー・グリロ　(Casey Grillo) - ドラム 1976年10月16日生まれ。アメリカオクラホマ州イーニッド出身。ファースト・アルバムのみ参加。キャメロットで活動中。
- パウロ・シレーベル（パウロ・シュロエバー） (Paulo Schroeber) - ギター 1973年8月18日生まれ。カシアス・ド・スル出身。セカンド・アルバムから参加。2012年4月に重度の心臓疾患のため脱退。2014年3月24日死去。
- フェリペ・アンドレオーリ (Felipe Andreoli) - ベース 1980年3月7日生まれ。ジュンディアイ出身。セカンド・アルバムから参加。2012年にアングラの活動に専念するため脱退。
- ガスタヴォ・ディ・バドゥア (Gustavo Di Padua) - ギター 1978年5月1日生まれ。2012年にパウロの後任として加入、翌年脱退。

## ディスコグラフィ

### アルバム
- 『アルマー』 - Almah (2006年/2007年、JVC/Laser/AFM)
- 『フラジャイル・イクオリティ』 - Fragile Equality (2008年、JVC/Laser/AFM)
- 『モーション』 - Motion (2011年)
- 『アンフォルド』 - Unfold (2013年)
- Within the Last Eleven Lines (2015年) ※コンピレーション
- 『E.V.O』 - E.V.O (2016年)

### シングル
- "You Take My Hand" (2008年、Equality Fan Club)
- "All I Am" (2009年、Equality Fan Club)

## 関連バンド
- アングラ
- バーニング・イン・ヘル
- シャーマン
- ストラトヴァリウス
- キャメロット